# 富士見町コミュニティプラザ
富士見町コミュニティプラザ（ふじみまちコミュニティプラザ）は長野県諏訪郡富士見町にある富士見町公民館、富士見町高原のミュージアム（博物館・文学館）、富士見町図書館からなる文化複合施設である。1994年11月1日開館。月曜日は全館定休日となっている。

## 富士見町公民館
- 開館時間 : 9時00分から20時00分
- 館内施設（実習室・AVホール・研修室・研修室・小会議室・和室・大会議室）

## 富士見町高原のミュージアム
この節の出典:
富士見高原の自然と文学をテーマとする博物館（文学館）で、4つのコーナーに分けて展示している。
- 「富士見野と『アララギ』の歌人たち」 - 歌人の伊藤左千夫や、島木赤彦・斉藤茂吉などの直筆の原稿や掛け軸などの資料を展示している。
- 「富士見高原療養所を舞台として」 - 富士見高原療養所(サナトリウム)と関係があった文学者や著名人、作品などを紹介している。堀辰雄の『風立ちぬ』、久米正雄の『月よりの使者』は映画化された。また、画家・竹久夢二もここで亡くなった。その資料なども展示している。
- 「富士見に生きて 〜尾崎喜八〜」 - 詩人の尾崎喜八が昭和21(1946)年からの7年間過ごした富士見高原でも生活などを紹介している。館外には尾崎の詩碑がある。
- 「富士見高原ゆかりの作家たち」 - 井伏鱒二・唐木順三・田宮虎彦・田山花袋・宇野浩二など、富士見高原を題材にした作品などを紹介している。

館内では、富士見高原の四季や、アララギの文学を映像で紹介するコーナーなどもある。

### 利用情報
- 開館時間 : 9時30分から17時30分

## アクセス
- 中央自動車道諏訪南ICから 車で約10分
- 中央本線富士見駅から 徒歩約15分（直線距離で183 m）